# 大竹優
大竹 優（おおたけ ゆう、2001年11月14日 - ）は、日本棋院中部総本部所属の囲碁棋士。吉岡薫九段門下。長野県飯山市出身。

## 経歴
小学校入学前に公民館で囲碁体験教室に参加して興味を持ち、近所の人に教わったりして腕を上げた。小学4年で少年少女囲碁大会 県代表選抜大会の小学生の部Aクラスで優勝。小学5年の春、日本棋院中部総本部の院生になって、吉岡薫の門下に入る。
2015年、中部総本部棋士採用試験 本戦で8勝2敗で1位となり、2016年1月1日入段。
2017年、二段に昇段。
2018年、天元戦の本戦に出場するも、一回戦で呉柏毅に敗れる。
2019年、三段に昇段。碁聖戦の本戦に出場するも、一回戦で志田達哉に敗れる。棋聖戦のCリーグに出場。4勝1敗で2位となり、昇格。
2020年、前年賞金ランキング 三段1位となり、四段に昇段。王冠戦の挑戦手合に出場するも、伊田篤史に敗れる。棋聖戦のBリーグ第2組に出場。2勝5敗で最下位となり陥落。
2021年、前年賞金ランキング 四段2位となり、五段に昇段。天元戦の本戦に出場するも、一回戦で許家元に敗れる。NHK杯テレビ囲碁トーナメントに初出場。一回戦で結城聡に勝利するも、二回戦で林漢傑に敗れる。棋聖戦のCリーグに出場、3勝2敗で残留。王冠戦の挑戦手合に出場するも、伊田篤史に敗れる。
2022年、前年賞金ランキング 五段2位となり、六段に昇段。第78期本因坊戦最終予選でリーグ経験者の佐田篤史らを破り、決勝では藤沢里菜を中押で破り初のリーグ入り。同時に七段に昇段棋聖戦Cリーグで全勝。決勝トーナメント進出。2回戦で山下敬吾に半目負け。第47期新人王戦では決勝戦まで進出するも、酒井佑規に0勝2敗で敗れ、初タイトル獲得ならず。棋道賞新人賞を受賞。
2025年には第50期碁聖戦準決勝で一力遼棋聖を撃破。挑戦者決定戦に進出。しかし決勝で芝野十段に敗れ挑戦ならず。

### 良績
- 碁聖戦挑戦者決定戦進出（第50期）
- 棋聖戦挑決T進出：1回（第47期）、Bリーグ在籍1期（第45期）[10]、Cリーグ在籍3期（第44, 46, 47期）[7][13][20]
- 本因坊戦 リーグ入り（第78期）
- 天元戦本戦進出（第44, 47期）[4][12]
- NHK杯テレビ囲碁トーナメント出場（第69-70回）
- 新人王戦 準優勝（第47期）

### 昇段履歴
| 段位 | 日付          | 昇段規定                                 |
| ---- | ------------- | ---------------------------------------- |
| 初段 | 2016年1月1日  | 中部総本部棋士採用試験 本戦で8勝2敗で1位 |
| 二段 | 2017年8月25日 | 勝星対象棋戦通算30勝                     |
| 三段 | 2019年1月1日  | 賞金ランキング 二段1位                   |
| 四段 | 2020年1月1日  | 賞金ランキング 三段1位                   |
| 五段 | 2021年1月1日  | 賞金ランキング 四段2位                   |
| 六段 | 2022年1月1日  | 賞金ランキング 五段2位                   |
| 七段 | 2022年9月9日  | 本因坊リーグ入りによる規定               |